# Finnország az 1968. évi nyári olimpiai játékokon
Finnország a mexikói Mexikóvárosban megrendezett 1968. évi nyári olimpiai játékok egyik részt vevő nemzete volt. Az országot az olimpián 13 sportágban 66 sportoló képviselte, akik összesen 4 érmet szereztek.

## Érmesek
| Érem  | Versenyző          | Sportág    | Versenyszám         |
| ----- | ------------------ | ---------- | ------------------- |
| Arany | Kaarlo Kangasniemi | Súlyemelés | 90 kg               |
| Ezüst | Jorma Kinnunen     | Atlétika   | Férfi gerelyhajítás |
| Ezüst | Olli Laiho         | Torna      | Férfi lólengés      |
| Bronz | Arto Nilsson       | Ökölvívás  | Kisváltósúly        |

## Atlétika
Férfi
| Versenyző       | Versenyszám | Előfutam | Előfutam | Előfutam | Elődöntő | Elődöntő | Elődöntő | Döntő         | Döntő         |
| Versenyző       | Versenyszám | Idő      | Hely.    | Össz.    | Idő      | Hely.    | Össz.    | Idő           | Helyezés      |
| --------------- | ----------- | -------- | -------- | -------- | -------- | -------- | -------- | ------------- | ------------- |
| Pekka Vasala    | 1500 m      | 4:08,51  | 9.       | 47.      | kiesett  | kiesett  | kiesett  | kiesett       | kiesett       |
| Jaakko Tuominen | 400 m gát   | 50,63    | 4.       | 11.      | 50,82    | 6.       | 11.      | kiesett       | kiesett       |
| Pentti Rummakko | Maraton     |          |          |          |          |          |          | nem ért célba | nem ért célba |

| Versenyző       | Versenyszám   | Selejtező | Selejtező | Döntő                    | Döntő                    |
| Versenyző       | Versenyszám   | Eredmény  | Helyezés  | Eredmény                 | Helyezés                 |
| --------------- | ------------- | --------- | --------- | ------------------------ | ------------------------ |
| Altti Alarotu   | Rúdugrás      | 490 cm    | 3.*       | 500 cm                   | 14.                      |
| Erkki Mustakari | Rúdugrás      | 490 cm    | 3.*       | érvényes kísérlet nélkül | érvényes kísérlet nélkül |
| Pertti Pousi    | Távolugrás    | 763 cm    | 18.       | kiesett                  | kiesett                  |
| Pertti Pousi    | Hármasugrás   | 15,84 m   | 18.       | kiesett                  | kiesett                  |
| Jorma Kinnunen  | Gerelyhajítás | 83,16 m   | 5.        | 88,58 m                  |                          |
| Pauli Nevala    | Gerelyhajítás | 77,90 m   | 14.       | kiesett                  | kiesett                  |

Női
| Versenyző  | Versenyszám | Előfutam | Előfutam | Előfutam | Elődöntő | Elődöntő | Elődöntő | Döntő   | Döntő    |
| Versenyző  | Versenyszám | Idő      | Hely.    | Össz.    | Idő      | Hely.    | Össz.    | Idő     | Helyezés |
| ---------- | ----------- | -------- | -------- | -------- | -------- | -------- | -------- | ------- | -------- |
| Eeva Haimi | 400 m       | 55,01    | 6.       | 21.      | kiesett  | kiesett  | kiesett  | kiesett | kiesett  |
| Eeva Haimi | 800 m       | 2:09,67  | 5.       | 21.      | kiesett  | kiesett  | kiesett  | kiesett | kiesett  |

| Versenyző     | Versenyszám   | Döntő    | Döntő    |
| Versenyző     | Versenyszám   | Eredmény | Helyezés |
| ------------- | ------------- | -------- | -------- |
| Kaisa Launela | Gerelyhajítás | 53,96 m  | 8.       |

* - öt másik versenyzővel azonos eredményt ért el

## Birkózás
Kötöttfogású
| Versenyző        | Versenyszám | 1. forduló                       | 2. forduló                           | 3. forduló                       | 4. forduló                  | 5. forduló                        | 6. forduló        | 7. forduló        | Döntő             | Helyezés    |
| Versenyző        | Versenyszám | Ellenfél Eredmény                | Ellenfél Eredmény                    | Ellenfél Eredmény                | Ellenfél Eredmény           | Ellenfél Eredmény                 | Ellenfél Eredmény | Ellenfél Eredmény | Ellenfél Eredmény | Helyezés    |
| ---------------- | ----------- | -------------------------------- | ------------------------------------ | -------------------------------- | --------------------------- | --------------------------------- | ----------------- | ----------------- | ----------------- | ----------- |
| Jussi Vesterinen | 52 kg       | Isiguro Suicsi (JPN) · kizárták  | Jan Michalik (POL) · 1-3             | Vaszíliosz Ganótisz (GRE) · 1-3  | Rolf Lacour (FRG) · 2.5-2.5 | Alker Imre (HUN) · 3-1            |                   |                   | kiesett           | 6.          |
| Risto Björlin    | 57 kg       | Javier Raxón (GUA) · kétvállas   | Karlo Čović (YUG) · 3-1              | Józef Lipień (POL) · kétvállas   | Varga János (HUN) · 3-1     | kiesett                           | kiesett           | kiesett           | kiesett           | helyezetlen |
| Martti Laakso    | 63 kg       | Lothar Schneider (GDR) · 2-2     | Ponciano Contreras (MEX) · 1-3       | Léonard Dutz (BEL) · kizárták    | Simion Popescu (ROU) · 3-1  | kiesett                           | kiesett           |                   | kiesett           | 6.          |
| Eero Tapio       | 70 kg       | Eliseo Salugta (PHI) · kétvállas | Sztojan Aposztolov (BUL) · kétvállas | Steer Antal (HUN) · 2-2          | Klaus Rost (FRG) · 3-1      | Munemura Munedzsi (JPN) · 2.5-2.5 | kiesett           | kiesett           | kiesett           | 5.          |
| Pentti Salo      | 78 kg       | Bajkó Károly (HUN) · feladta     | visszalépett                         | kiesett                          | kiesett                     |                                   |                   |                   | kiesett           | helyezetlen |
| Teuvo Ojala      | 87 kg       | Tevfik Kiş (TUR) · 3-1           | Bertil Nyström (SWE) · kétvállas     | Wayne Baughman (USA) · kétvállas | kiesett                     | kiesett                           |                   |                   | kiesett           | helyezetlen |
| Caj Malmberg     | 97 kg       | Tore Hem (NOR) · 3-1             | Daniel Verník (ARG) · kétvállas      | Per Svensson (SWE) · 3-1         | kiesett                     | kiesett                           | kiesett           |                   | kiesett           | 6.          |
| Arje Nadbornik   | +97 kg      | Edward Wojda (POL) · kétvállas   | Ragnar Svensson (SWE) · kétvállas    | kiesett                          | kiesett                     | kiesett                           | kiesett           |                   | kiesett           | helyezetlen |

Szabadfogású
| Versenyző    | Versenyszám | 1. forduló                  | 2. forduló                   | 3. forduló                 | 4. forduló        | 5. forduló        | 6. forduló        | Döntő             | Helyezés    |
| Versenyző    | Versenyszám | Ellenfél Eredmény           | Ellenfél Eredmény            | Ellenfél Eredmény          | Ellenfél Eredmény | Ellenfél Eredmény | Ellenfél Eredmény | Ellenfél Eredmény | Helyezés    |
| ------------ | ----------- | --------------------------- | ---------------------------- | -------------------------- | ----------------- | ----------------- | ----------------- | ----------------- | ----------- |
| Pekka Alanen | 57 kg       | Nicolae Cristea (ROU) · 1-3 | Moises López (MEX) · 3.5-0.5 | Ali Aliyev (URS) · 3.5-0.5 | kiesett           | kiesett           | kiesett           | kiesett           | helyezetlen |

## Evezés
| Versenyző                      | Versenyszám              | Előfutam | Előfutam | Vigaszág | Vigaszág | Elődöntő | Elődöntő | Döntő   | Döntő   | Döntő   | Helyezés    |
| Versenyző                      | Versenyszám              | Idő      | Hely.    | Idő      | Hely.    | Idő      | Hely.    | Típus   | Idő     | Hely.   | Helyezés    |
| ------------------------------ | ------------------------ | -------- | -------- | -------- | -------- | -------- | -------- | ------- | ------- | ------- | ----------- |
| Pekka Sylvander Kauko Hänninen | Kormányos nélküli kettes | 7:37,34  | 5.       | 7:40,50  | 5.       | kiesett  | kiesett  | kiesett | kiesett | kiesett | helyezetlen |

## Kajak-kenu
Férfi
| Versenyző                                                            | Versenyszám         | Előfutam | Előfutam | Előfutam | Vigaszág | Vigaszág | Vigaszág | Elődöntő | Elődöntő | Elődöntő | Döntő   | Döntő    |
| Versenyző                                                            | Versenyszám         | Idő      | Hely.    | Össz.    | Idő      | Hely.    | Össz.    | Idő      | Hely.    | Össz.    | Idő     | Helyezés |
| -------------------------------------------------------------------- | ------------------- | -------- | -------- | -------- | -------- | -------- | -------- | -------- | -------- | -------- | ------- | -------- |
| Jouko Viitamäki                                                      | Kajak egyes 1000 m  | 4:22,2   | 6.       | 18.      | 4:25,8   | 3.       | 6.       | 4:21,52  | 6.       | 18.      | kiesett | kiesett  |
| Karl-Gustav von Alfthan Heikki Mäkelä Jorma Lehtosalo Ilkka Nummisto | Kajak négyes 1000 m | 3:21,1   | 3.       | 5.       | erőnyerő | erőnyerő | erőnyerő | 3:21,70  | 2.       | 9.       | 3:17,28 | 5.       |

## Kerékpározás

### Országúti kerékpározás
| Versenyző                                                    | Versenyszám     | Idő              | Helyezés      |
| ------------------------------------------------------------ | --------------- | ---------------- | ------------- |
| Raimo Honkanen                                               | Mezőnyverseny   | 4:47:59 (+6:34)  | 37.           |
| Raimo Suikkanen                                              | Mezőnyverseny   | nem ért célba    | nem ért célba |
| Mauno Uusivirta                                              | Mezőnyverseny   | 4:52:50 (+11:25) | 46.           |
| Ole Wackström                                                | Mezőnyverseny   | 5:05:18 (+23:53) | 57.           |
| Raimo Honkanen Raimo Suikkanen Mauno Uusivirta Ole Wackström | Csapat időfutam | 2:20:55 (+13:06) | 19.           |

### Pálya-kerékpározás
Időfutam
| Versenyző       | Versenyszám  | Idő     | Helyezés |
| --------------- | ------------ | ------- | -------- |
| Raimo Suikkanen | Férfi egyéni | 1:08,92 | 23.      |

Üldözőversenyek
| Versenyző     | Versenyszám  | Selejtező | Selejtező | Nyolcaddöntő | Nyolcaddöntő | Nyolcaddöntő | Elődöntő     | Elődöntő  | Elődöntő | Döntő        | Döntő     | Helyezés |
| Versenyző     | Versenyszám  | Idő       | Hely.     | Ellenfél Idő | Saját idő    | Hely.        | Ellenfél Idő | Saját idő | Hely.    | Ellenfél Idő | Saját idő | Helyezés |
| ------------- | ------------ | --------- | --------- | ------------ | ------------ | ------------ | ------------ | --------- | -------- | ------------ | --------- | -------- |
| Ole Wackström | Férfi egyéni | 4:50,76   | 16.       | kiesett      | kiesett      | kiesett      | kiesett      | kiesett   | kiesett  | kiesett      | kiesett   | 16.      |

## Műugrás
Férfi
| Versenyző       | Versenyszám    | Selejtező | Selejtező | Döntő  | Döntő    |
| Versenyző       | Versenyszám    | Pont      | Helyezés  | Pont   | Helyezés |
| --------------- | -------------- | --------- | --------- | ------ | -------- |
| Pentti Koskinen | Egyéni műugrás | 95,99     | 8.        | 137,80 | 12.      |

Női
| Versenyző        | Versenyszám        | Selejtező | Selejtező | Döntő   | Döntő    |
| Versenyző        | Versenyszám        | Pont      | Helyezés  | Pont    | Helyezés |
| ---------------- | ------------------ | --------- | --------- | ------- | -------- |
| Tarja Liljeström | Egyéni műugrás     | 81,80     | 14.       | kiesett | kiesett  |
| Tarja Liljeström | Egyéni toronyugrás | 46,39     | 17.       | kiesett | kiesett  |

## Ökölvívás
| Versenyző         | Versenyszám  | Selejtező                   | 32-es főtábla                | Nyolcaddöntő             | Negyeddöntő                | Elődöntő                | Döntő             | Helyezés |
| Versenyző         | Versenyszám  | Ellenfél Eredmény           | Ellenfél Eredmény            | Ellenfél Eredmény        | Ellenfél Eredmény          | Ellenfél Eredmény       | Ellenfél Eredmény | Helyezés |
| ----------------- | ------------ | --------------------------- | ---------------------------- | ------------------------ | -------------------------- | ----------------------- | ----------------- | -------- |
| Jouko Lindbergh   | Harmatsúly   | erőnyerő                    | Michael Carter (GBR) · 0-5   | kiesett                  | kiesett                    | kiesett                 | kiesett           | 17.      |
| Risto Meronen     | Pehelysúly   |                             | Valery Plotnikov (URS) · 0-5 | kiesett                  | kiesett                    | kiesett                 | kiesett           | 17.      |
| Erik Nikkinen     | Könnyűsúly   | erőnyerő                    | Calistrat Cuţov (ROU) · 0-5  | kiesett                  | kiesett                    | kiesett                 | kiesett           | 17.      |
| Arto Nilsson      | Kisváltósúly | erőnyerő                    | John Olulu (KEN) · 3-2       | Gert Puzicha (FRG) · 3-2 | Petar Stoychev (BUL) · RSC | Jerzy Kulej (POL) · 0-5 | kiesett           |          |
| Mauri Saarivainio | Váltósúly    | Dieter Kottysch (FRG) · RSC | kiesett                      | kiesett                  | kiesett                    | kiesett                 | kiesett           | 32.      |

## Öttusa
| Versenyző                             | Versenyszám | Lovaglás | Lovaglás | Lovaglás | Vívás    | Vívás | Vívás | Lövészet | Lövészet | Lövészet | Úszás  | Úszás | Úszás | Futás   | Futás | Futás | Összesen    | Összesen |
| Versenyző                             | Versenyszám | Idő      | Pont     | Hely.    | Eredmény | Pont  | Hely. | Pontszám | Pont     | Hely.    | Idő    | Pont  | Hely. | Idő     | Pont  | Hely. | Összes pont | Helyezés |
| ------------------------------------- | ----------- | -------- | -------- | -------- | -------- | ----- | ----- | -------- | -------- | -------- | ------ | ----- | ----- | ------- | ----- | ----- | ----------- | -------- |
| Seppo Aho                             | Egyéni      | 3:29     | 1100     | 2.       | 28–19    | 885   | 9.    | 180      | 692      | 42.      | 4:04,2 | 940   | 25.   | 14:55,6 | 880   | 17.   | 4497        | 18.      |
| Jorma Hotanen                         | Egyéni      | 4:13     | 780      | 42.      | 26–21    | 839   | 16.   | 187      | 846      | 29.      | 4:11,5 | 895   | 33.   | 14:58,1 | 871   | 18.   | 4231        | 34.      |
| Martti Ketelä                         | Egyéni      | 3:37     | 1010     | 26.      | 23–24    | 770   | 27.   | 187      | 846      | 30.      | 4:00,2 | 964   | 17.   | 15:03,9 | 856   | 19.   | 4446        | 20.      |
| Seppo Aho Jorma Hotanen Martti Ketelä | Csapat      |          | 2890     | 7.       |          | 2558  | 4.    |          | 2384     | 14.      |        | 2799  | 9.    |         | 2607  | 5.    | 13238       | 5.       |

## Sportlövészet
Nyílt
| Versenyző        | Versenyszám                    | Pont | Helyezés |
| ---------------- | ------------------------------ | ---- | -------- |
| Immo Huhtinen    | Gyorstüzelő pisztoly           | 586  | 15.      |
| Pentti Linnosvuo | Gyorstüzelő pisztoly           | 587  | 11.      |
| Matti Patteri    | Szabadpisztoly                 | 554  | 9.       |
| Seppo Saarenpää  | Szabadpisztoly                 | 546  | 22.      |
| Jaakko Minkkinen | Sportpuska, fekvő              | 589  | 40.      |
| Jaakko Minkkinen | Sportpuska, összetett          | 1132 | 36.      |
| Simo Morri       | Sportpuska, összetett          | 1133 | 33.      |
| Simo Morri       | Sportpuska, fekvő              | 587  | 50.      |
| Osmo Ala-Honkola | Szabadpuska, összetett (300 m) | 1120 | 19.      |
| Juhani Laakso    | Szabadpuska, összetett (300 m) | 1135 | 11.      |
| Tuukka Mäkelä    | Skeet                          | 189  | 22.      |

## Súlyemelés
| Versenyző          | Versenyszám | Nyomás   | Nyomás   | Szakítás | Szakítás | Lökés    | Lökés    | Összesen | Helyezés |
| Versenyző          | Versenyszám | Eredmény | Helyezés | Eredmény | Helyezés | Eredmény | Helyezés | Összesen | Helyezés |
| ------------------ | ----------- | -------- | -------- | -------- | -------- | -------- | -------- | -------- | -------- |
| Jouni Kailajärvi   | 82,5 kg     | 140,0    | 9.       | 130,0    | 9.       | 175,0    | 6.       | 445,0    | 7.       |
| Jaakko Kailajärvi  | 90 kg       | 145,0    | 12.      | 150,0    | 2.       | 190,0    | 2.       | 485,0    | 5.       |
| Kaarlo Kangasniemi | 90 kg       | 172,5    | 1.       | 157,5    | 1.       | 187,5    | 3.       | 517,5    |          |
| Kalevi Lahdenranta | +90 kg      | 160,0    | 8.       | 147,5    | 5.       | 185,0    | 10.      | 492,5    | 7.       |
| Mauno Lindroos     | +90 kg      | 157,5    | 10.      | 145,0    | 7.       | 192,5    | 7.       | 495,0    | 6.       |

## Torna
Férfi
| Versenyző                                                                               | Versenyszám      | Selejtező | Selejtező | Döntő    | Döntő    |
| Versenyző                                                                               | Versenyszám      | Pontszám  | Helyezés  | Pontszám | Helyezés |
| --------------------------------------------------------------------------------------- | ---------------- | --------- | --------- | -------- | -------- |
| Reino Heino                                                                             | Talaj            | 17,65     | 71.       | kiesett  | kiesett  |
| Reino Heino                                                                             | Ugrás            | 17,70     | 87.       | kiesett  | kiesett  |
| Reino Heino                                                                             | Korlát           | 18,10     | 69.       | kiesett  | kiesett  |
| Reino Heino                                                                             | Nyújtó           | 17,70     | 85.       | kiesett  | kiesett  |
| Reino Heino                                                                             | Gyűrű            | 18,15     | 38.       | kiesett  | kiesett  |
| Reino Heino                                                                             | Lólengés         | 17,60     | 57.       | kiesett  | kiesett  |
| Reino Heino                                                                             | Egyéni összetett |           |           | 106,90   | 67.      |
| Olli Laiho                                                                              | Talaj            | 17,35     | 82.       | kiesett  | kiesett  |
| Olli Laiho                                                                              | Ugrás            | 18,15     | 54.       | kiesett  | kiesett  |
| Olli Laiho                                                                              | Korlát           | 19,05     | 15.       | kiesett  | kiesett  |
| Olli Laiho                                                                              | Nyújtó           | 18,05     | 68.       | kiesett  | kiesett  |
| Olli Laiho                                                                              | Gyűrű            | 17,20     | 80.       | kiesett  | kiesett  |
| Olli Laiho                                                                              | Lólengés         | 19,15     | 3.        | 19,225   |          |
| Olli Laiho                                                                              | Egyéni összetett |           |           | 108,95   | 41.      |
| Mauno Nissinen                                                                          | Talaj            | 18,30     | 34.       | kiesett  | kiesett  |
| Mauno Nissinen                                                                          | Ugrás            | 17,95     | 71.       | kiesett  | kiesett  |
| Mauno Nissinen                                                                          | Korlát           | 19,00     | 19.       | kiesett  | kiesett  |
| Mauno Nissinen                                                                          | Nyújtó           | 18,95     | 17.       | kiesett  | kiesett  |
| Mauno Nissinen                                                                          | Gyűrű            | 18,55     | 20.       | kiesett  | kiesett  |
| Mauno Nissinen                                                                          | Lólengés         | 18,85     | 12.       | kiesett  | kiesett  |
| Mauno Nissinen                                                                          | Egyéni összetett |           |           | 111,60   | 17.      |
| Juhani Rahikainen                                                                       | Talaj            | 17,80     | 61.       | kiesett  | kiesett  |
| Juhani Rahikainen                                                                       | Ugrás            | 18,20     | 49.       | kiesett  | kiesett  |
| Juhani Rahikainen                                                                       | Korlát           | 18,55     | 45.       | kiesett  | kiesett  |
| Juhani Rahikainen                                                                       | Nyújtó           | 18,15     | 65.       | kiesett  | kiesett  |
| Juhani Rahikainen                                                                       | Gyűrű            | 18,00     | 47.       | kiesett  | kiesett  |
| Juhani Rahikainen                                                                       | Lólengés         | 17,90     | 45.       | kiesett  | kiesett  |
| Juhani Rahikainen                                                                       | Egyéni összetett |           |           | 108,60   | 48.      |
| Hannu Rantakari                                                                         | Talaj            | 17,40     | 80.       | kiesett  | kiesett  |
| Hannu Rantakari                                                                         | Ugrás            | 17,85     | 78.       | kiesett  | kiesett  |
| Hannu Rantakari                                                                         | Korlát           | 18,35     | 57.       | kiesett  | kiesett  |
| Hannu Rantakari                                                                         | Nyújtó           | 17,75     | 80.       | kiesett  | kiesett  |
| Hannu Rantakari                                                                         | Gyűrű            | 18,25     | 32.       | kiesett  | kiesett  |
| Hannu Rantakari                                                                         | Lólengés         | 16,70     | 89.       | kiesett  | kiesett  |
| Hannu Rantakari                                                                         | Egyéni összetett |           |           | 106,30   | 73.*     |
| Heikki Sappinen                                                                         | Talaj            | 18,35     | 32.       | kiesett  | kiesett  |
| Heikki Sappinen                                                                         | Ugrás            | 18,05     | 63.       | kiesett  | kiesett  |
| Heikki Sappinen                                                                         | Korlát           | 18,15     | 67.       | kiesett  | kiesett  |
| Heikki Sappinen                                                                         | Nyújtó           | 18,25     | 58.       | kiesett  | kiesett  |
| Heikki Sappinen                                                                         | Gyűrű            | 18,45     | 23.       | kiesett  | kiesett  |
| Heikki Sappinen                                                                         | Lólengés         | 17,80     | 48.       | kiesett  | kiesett  |
| Heikki Sappinen                                                                         | Egyéni összetett |           |           | 109,05   | 40.      |
| Reino Heino Olli Laiho Mauno Nissinen Juhani Rahikainen Hannu Rantakari Heikki Sappinen | Csapat összetett |           |           | 547,05   | 10.      |

* - egy másik versenyzővel azonos eredményt ért el

## Úszás
Női
| Versenyző     | Versenyszám  | Előfutam | Előfutam | Előfutam | Elődöntő | Elődöntő | Elődöntő | Döntő   | Döntő    |
| Versenyző     | Versenyszám  | Idő      | Hely.    | Össz.    | Idő      | Hely.    | Össz.    | Idő     | Helyezés |
| ------------- | ------------ | -------- | -------- | -------- | -------- | -------- | -------- | ------- | -------- |
| Marjatta Hara | 800 m gyors  | 10:23,3  | 4.       | 17.      |          |          |          | kiesett | kiesett  |
| Marjatta Hara | 400 m gyors  | 4:53,0   | 2.       | 10.      |          |          |          | kiesett | kiesett  |
| Eva Sigg      | 400 m gyors  | 4:58,5   | 3.       | 14.      |          |          |          | kiesett | kiesett  |
| Eva Sigg      | 200 m vegyes | 2:41,0   | 5.       | 20.*     |          |          |          | kiesett | kiesett  |
| Eva Sigg      | 400 m vegyes | 5:37,3   | 2.       | 9.       |          |          |          | kiesett | kiesett  |
| Ulla Patrikka | 100 m hát    | 1:11,6   | 4.       | 15.*     | 1:12,1   | 8.       | 16.      | kiesett | kiesett  |
| Ulla Patrikka | 200 m hát    | 2:38,1   | 3.       | 18.      |          |          |          | kiesett | kiesett  |

* - egy másik versenyzővel azonos időt ért el

## Vitorlázás
Nyílt
| Versenyző                      | Versenyszám | Futam | Futam | Futam  | Futam  | Futam | Futam | Futam | Pontszám | Helyezés |
| Versenyző                      | Versenyszám | 1     | 2     | 3      | 4      | 5     | 6     | 7     | Pontszám | Helyezés |
| ------------------------------ | ----------- | ----- | ----- | ------ | ------ | ----- | ----- | ----- | -------- | -------- |
| Jan Winquist                   | Finn dingi  | 14,0  | 14,0  | (18,0) | 14,0   | 10,0  | 10,0  | 10,0  | 72,0     | 6.       |
| Henrik Tallberg Peter Tallberg | Csillaghajó | 13,0  | 15,0  | 15,0   | (25,0) | 11,7  | 21,0  | 15,0  | 90,7     | 11.      |